# Московский архитектурный институт
Московский архитектурный институт (ФГБОУ ВО «Московский архитектурный институт (государственная академия)», сокр. МАРХИ) — высшее учебное заведение в Москве в области архитектуры. Основано в 1933 году.

## История
Московский архитектурный институт был организован на базе Архитектурно-строительного института (на основе объединения архитектурного факультета Вхутеина и архитектурного отделения инженерно-строительного факультета МВТУ) в соответствии с Постановлениями Политбюро ЦК ВКП(б) от 5 сентября и 14 октября 1933 года. Он стал единственным в СССР специализированным учебным заведением, готовившим исключительно архитекторов.
Для института были выделены помещения бывшей усадьбы Ивана Воронцова на улице Рождественка, где в 1920-е годы были Высшие художественно-технические мастерские (ВХУТЕМАС).
Во время Великой Отечественной войны с 1941 по 1943 годы институт был эвакуирован в Ташкент.
С 1955 года, по постановлению ЦК ВКП(б) «Об устранении излишеств в проектировании и строительстве» обучение стало ориентироваться на советский функционализм, типизацию и методы крупнопанельного и крупноблочного строительства.
С 1994 года институт аккредитован Королевским институтом британских архитекторов (RIBA).
21 июня 1995 года Московский архитектурный институт был переименован в ФГБОУ ВО «Московский архитектурный институт (государственная академия)».

## Структура
- Факультет общей подготовки
- Факультет бакалавриата

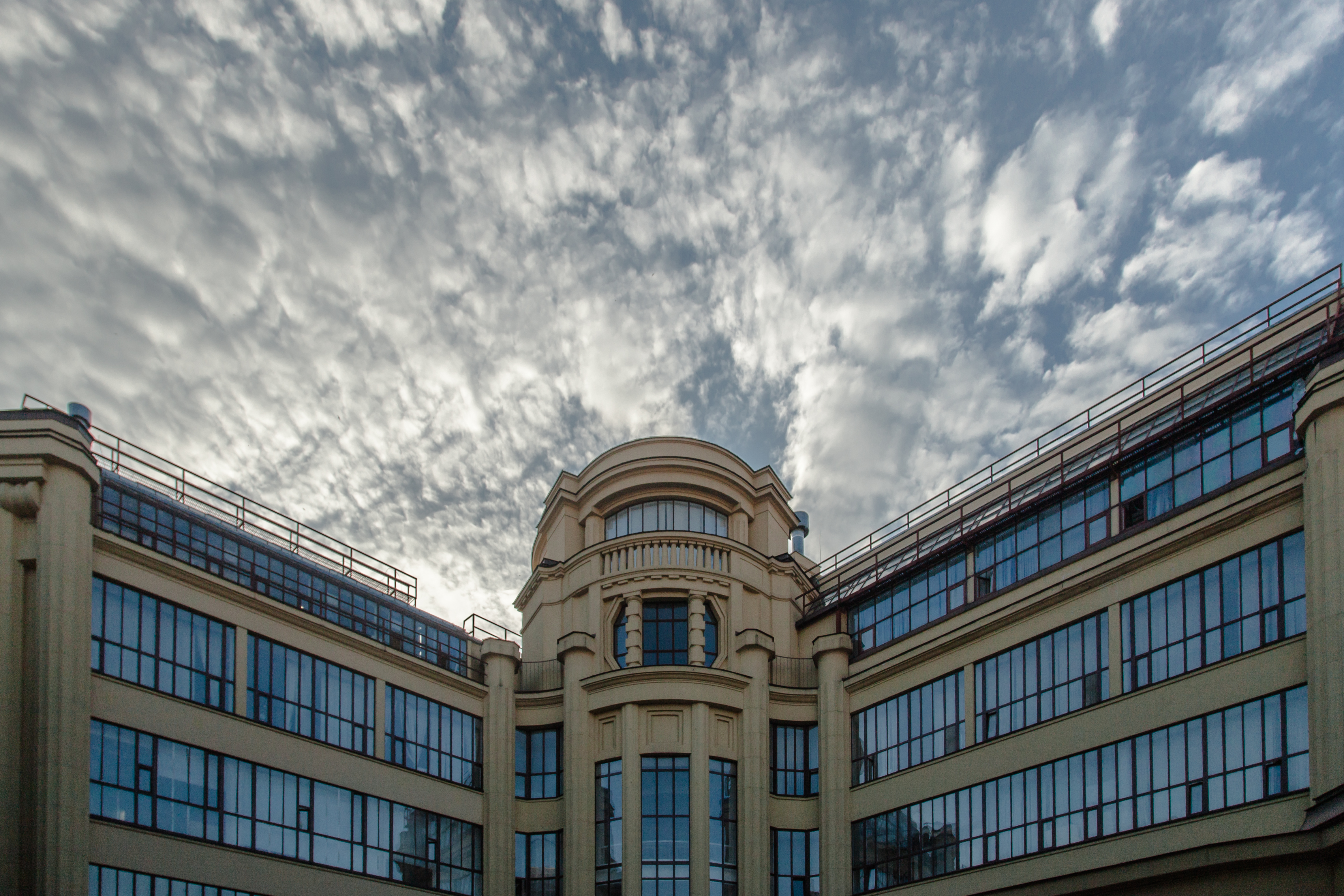
2-й корпус МАРХИ, арх. А. В. Кузнецов, 1914. Фото 2014 г.

- Факультет аспирантуры и магистратуры
- Вечерний факультет
- Факультет повышения квалификации

Существует 31 кафедра.

## Образование
Обучение ведётся по специальностям:
- Архитектура жилых и общественных зданий
- Архитектура промышленных сооружений
- Градостроительство
- Реставрация в архитектуре
- Реконструкция в архитектуре
- Архитектура сельских населённых мест
- Ландшафтная архитектура
- Теория и история архитектуры
- Основы теории градостроительства
- Дизайн архитектурной среды

## Издания
Издаётся научный журнал «Вестник МАРХИ».
С 2010 года выходит международный электронный научно-образовательный журнал «Architecture and Modern Information Technologies» «Архитектура и современные информационные технологии» (AMIT).

## Ректоры
Ректоры института:
- 28.08.1930 — 29.09.1930 — Тоот, Виктор Сигизмундович
- 29.09.1930 — 16.06.1931 — Миронов К. В.
- 16.06.1931 — 07.05.1933 — Боровков, Яков Михайлович
- 07.05.1933 — 15.12.1936 — Серёженкин, Михаил Афанасьевич
- 15.12.1936 — 13.09.1937 — Людвиг, Генрих Маврикиевич
- 14.09.1937 — 02.10.1940 — Кабуковский, Наум Сергеевич
- 07.10.1940 — 17.07.1941 — Остапенко, Михаил Андреевич
- 18.07.1941 — 16.10.1941 — Скородумов, Пётр Николаевич
- 16.10.1941 — 01.05.1942 — Алтухов, Александр Семёнович
- 01.05.1942 — 03.11.1942 — Скородумов Пётр Николаевич
- 03.11.1942 — 24.03.1944 — Чалдымов, Андрей Константинович
- 24.03.1944 — 03.11.1944 — Остапенко Михаил Андреевич
- 03.11.1944 — 18.10.1945 — Чалдымов Андрей Константинович
- 18.10.1945 — 30.12.1947 — Николаев, Иван Сергеевич
- 30.12.1947 — 28.01.1948 — Смирнов, Виктор Иванович
- 28.01.1948 — 02.03.1957 — Кропотов, Владимир Николаевич
- 02.03.1957 — 15.12.1958 — Казиатко, Андрей Гаврилович
- 15.12.1958 — 02.07.1970 — Николаев Иван Сергеевич
- 02.07.1970 — 14.04.1987 — Соколов, Юрий Николаевич
- 14.04.1987 — (?).04.1987 — Шедов, В. П. врио
- (?).05.1987 — 24.07.1987 — Пронин, Евгений Семёнович врио
- 24.07.1987 — (?).2007 — Кудрявцев, Александр Петрович
- с 2007 года — Швидковский, Дмитрий Олегович

## Преподаватели и выпускники
Известные преподаватели и выпускники:
- Категория:Преподаватели МАРХИ
- Категория:Выпускники МАРХИ.